# Пестово (Кулотинское городское поселение)
Пестово — деревня в Окуловском муниципальном районе Новгородской области, относится к Кулотинскому городскому поселению.

## География
Деревня Пестово расположена в 1 км к северо-западу от деревни Кузнечевицы, в 6 км к западу от посёлка Кулотино. Расстояние до города Окуловка — 8 км на юг.

## Население
| 2010 |
| ---- |
| 2    |

## История
В XV—XVII веках деревня относилась к Полищском погосту Деревской пятины Новгородской земли.
В 1460—1470-х, на закате Новгородской республики, деревней владел Фома Брехов Дериглазов; в 1480-х — великий князь Иван III; а в 1495 — Иван Иванович Ивков.
Отмечена на карте Крестецкого уезда 1788(лист 65), специальной карте 1826—1840 годов.
В 1776—1792, 1802—1918 деревня Пестово находилась в Крестецком уезде Новгородской губернии. С начала XIX века — в образованной Заозерской волости Крестецкого уезда с центром в деревне Заозерье.
В 1908 в деревне Пестово было 31 двор и 35 домов с населением 130 человек. Имелись часовня и земская школа.
Деревня Пестово относилась к Полищенскому сельсовету.

## Транспорт
Ближайшие ж/д станции расположены в Окуловке и Кулотино.